# Atterby
Atterby är en by i civil parish Bishop Norton, i distriktet West Lindsey, i grevskapet Lincolnshire, i England. Byn är belägen 21 km från Lincoln. Atterby var en civil parish 1866–1936 när blev den en del av Bishop Norton. Civil parish hade 82 invånare år 1931.